# كالي بيسار
كالي بيسار (بالهولندية: de Groote Rivier، بالأندونيسية: Kali Besar، تعني حرفيًاالنهر الكبير Grand River): هي قناة تربط سوندا كيلابا في الشمال بالجزء الجنوبي من كوتا توا جاكرتا.